# Myotis bucharensis
Myotis bucharensis — вид роду Нічниця (Myotis). Восени 2019 року був спійманий і вивчений живий зразок виду в Таджикистані. Вперше було проведено аналіз одного мітохондріального й одного ядерного гена, що підтвердило належність до клади «daubentonii» і, швидше за все, вид є сестринським до M. longicaudatus.

## Поширення, поведінка
Відомі з трьох місць у Середній Азії (Узбекистан, Таджикистан). Також можуть бути знайдені в Киргизстані й Афганістані.